# Ksar Bjir
Ksar Bjir (franska: Ksar Bjir (CR), Ksar Bjir (Commune Rurale), arabiska: بوجديان) är en kommun i Marocko.   Den ligger i provinsen Larache och regionen Tanger-Tétouan-Al Hoceïma, i den norra delen av landet, 140 km nordost om huvudstaden Rabat. Antalet invånare är 14 876.